# Klim (plaats)
Klim is een plaats in de Deense regio Noord-Jutland, gemeente Jammerbugt. De plaats telt 521 inwoners (2008).